# Fat Larry’s Band
Fat Larry’s Band war eine Phillysoul-, Disco- und Funkband, die 1976 in Philadelphia gegründet wurde. Als Frontmann agierte der Sänger und Schlagzeuger Larry James, nach dem die Formation benannt war.

## Bandgeschichte
Bereits Anfang der 1970er Jahre machte Larry James Musik in der entstehenden Discoszene. 1976 formierte „Fat Larry“, der diesen Spitznamen seinem Übergewicht zu verdanken hatte, die nach ihm benannte Fat Larry’s Band. Weitere Gründungsmitglieder waren Art Capehart, Jimmy Lee, Doug Jones, Erskine Williams, Ted Cohen, Larry Labes und Darryl Grant. Zwischen 1976 und 1986 entstanden insgesamt neun Studioalben. Neben Platzierungen in den Billboard R&B- und Dance-Charts gelang der Band mehrfach der Einstieg in die UK-Charts. Ein internationaler Hit ist Looking for Love aus dem Sommer 1979. Die erfolgreichste Single in den Vereinigten Staaten ist Act Like You Know aus dem Frühjahr 1982, die Platz 24 der US-Dance-Charts erreichte. Die erfolgreichste Auskopplung im Vereinigten Königreich wurde im Herbst des Jahres Zoom, die dort Platz 2 erreichte und eine Silberne Schallplatte erhielt.
Larry James spielte außerdem mit den Gruppen The Delfonics und Blue Magic. Er war auch Manager seiner Begleitband Slick. Nach James’ plötzlichem Tod im Jahr 1987 löste sich Fat Larry’s Band auf.

## Besetzung
Gründungsmitglieder
- „Fat“ Larry James (* 2. August 1949 in Philadelphia, Pennsylvania; † 5. Dezember 1987) – Sänger, Schlagzeug
- Doug „Khalif“ Jones – Saxophon
- Theodore „Ted“ Cohen – Gitarre
- Larry LaBes – Bass
- Erskine Williams – Keyboard (bis 1980)
- Art Capehart – Trompete, Flöte (bis 1978)
- Jimmy Lee – Posaune, Altsaxophon (bis 1978)
- Darryl Grant – Perkussion (bis 1978)

Spätere Mitglieder
- Anthony Middleton – Gitarre, Songwriter (ab 1979)
- Arthur Austin – Perkussion
- Butch Harper – Trompete, Flügelhorn
- Melvin El – Posaune
- Cuca Echevarria

## Diskografie

### Studioalben
| Jahr | Titel        | Höchstplatzierung, Gesamtwochen, AuszeichnungChartplatzierungen (Jahr, Titel, Platzierungen, Wochen, Auszeichnungen, Anmerkungen) | Höchstplatzierung, Gesamtwochen, AuszeichnungChartplatzierungen (Jahr, Titel, Platzierungen, Wochen, Auszeichnungen, Anmerkungen) | Anmerkungen                                                                    |
| Jahr | Titel        | UK | R&B | Anmerkungen                                                                    |
| ---- | ------------ | --- | --- | ------------------------------------------------------------------------------ |
| 1980 | Stand Up     | — | R&B72 (3 Wo.)R&B | Erstveröffentlichung: 1980 Produzent: Larry James                              |
| 1982 | Breakin’ Out | UK58 (4 Wo.)UK | — | Erstveröffentlichung: September 1982 Produzenten: Larry James, Nick Martinelli |

Weitere Alben
| - 1976: Feel It - 1977: Off the Wall - 1978: Spacin’ Out - 1979: Lookin’ For Love - 1983: Tune Me Up - 1983: Straight from the Heart - 1986: Nice | - 1979: Bright City Lights – The Best of Fat Larry’s Band - 1994: Close Encounters of a Funky Kind - 1995: Greatest Hits - 2006: House Party |

### Singles
| Jahr | Titel Album                                          | Höchstplatzierung, Gesamtwochen, AuszeichnungChartplatzierungen (Jahr, Titel, Album, Platzierungen, Wochen, Auszeichnungen, Anmerkungen) | Höchstplatzierung, Gesamtwochen, AuszeichnungChartplatzierungen (Jahr, Titel, Album, Platzierungen, Wochen, Auszeichnungen, Anmerkungen) | Höchstplatzierung, Gesamtwochen, AuszeichnungChartplatzierungen (Jahr, Titel, Album, Platzierungen, Wochen, Auszeichnungen, Anmerkungen) | Anmerkungen | [↑]: gemeinsam behandelt mit vorhergehendem Eintrag; [←]: in beiden Charts platziert |
| Jahr | Titel Album                                          | UK | R&B | Dance | Anmerkungen |                                                                                      |
| ---- | ---------------------------------------------------- | --- | --- | --- | --- | ------------------------------------------------------------------------------------ |
| 1977 | Center City Feel It                                  | UK31 (5 Wo.)UK | — | — | Erstveröffentlichung: 10. Juni 1977 Autoren: Larry James, Ronnie Walker, Vincent Montana Jr., Doris Hall                                  |                                                                                      |
| 1977 | Fascination Feel It                                  | — | — | Dance39 (1 Wo.)Dance | Erstveröffentlichung: 30. September 1977 Autoren: Luther Vandross, David Bowie Original: David Bowie, 1975                                |                                                                                      |
| 1977 | We Just Want to Play for You Feel It                 | — | —[Dance: ↑] | Dance39 (1 Wo.)Dance | B-Seite von Fascination Autoren: C. Gunner, Larry James, Larry LaBes                                                                      |                                                                                      |
| 1978 | Peaceful Journey Off the Wall                        | — | R&B94 (2 Wo.)R&B | — | Erstveröffentlichung: April 1978 Autoren: Larry James, Doris James                                                                        |                                                                                      |
| 1979 | Boogie Town Spacin’ Out                              | — | R&B43 (11 Wo.)R&B | — | Erstveröffentlichung: Januar 1979 Autoren: Larry James, Doris James                                                                       |                                                                                      |
| 1979 | Lookin’ for Love (Tonight) Lookin’ for Love          | UK46 (6 Wo.)UK | R&B47 (8 Wo.)R&B | Dance27 (17 Wo.)Dance | Erstveröffentlichung: Juli 1979 Autoren: Larry James, Doris James                                                                         |                                                                                      |
| 1980 | Here Comes the Sun Lookin’ for Love                  | — | R&B44 (12 Wo.)R&B | Dance39 (9 Wo.)Dance | Erstveröffentlichung: Dezember 1979 Autoren: Anthony Middleton, Arthur Austin, Larry James, Lawrence Taylor, Len Barry                    |                                                                                      |
| 1980 | Last Chance to Dance Lookin’ for Love                | — | —[Dance: ↑] | Dance39 (9 Wo.)Dance | Erstveröffentlichung: 1980 Autoren: Larry James, Doris James                                                                              |                                                                                      |
| 1980 | How Good Is Love Lookin’ for Love                    | — | R&B78 (3 Wo.)R&B | — | Erstveröffentlichung: Juni 1980 Autoren: Clover Adams, Donny Mathis, Osborner Young, Ray Middlebrooks                                     |                                                                                      |
| 1982 | Act Like You Know Breakin’ Out                       | — | R&B67 (8 Wo.)R&B | Dance24 (11 Wo.)Dance | Erstveröffentlichung: März 1982 Autoren: Mark Birts, Nick Martinelli, Terry Price                                                         |                                                                                      |
| 1982 | Zoom Breakin’ Out                                    | UK2 Silber · (11 Wo.)UK | R&B89 (3 Wo.)R&B | — | Erstveröffentlichung: September 1982 Eintritt in die R&B-Charts erst im April 1986 Autoren: Bobby Eli, Len Barry                          |                                                                                      |
| 1983 | Stubborn Kind of Fellow Straight from the Heart      | UK83 (3 Wo.)UK | — | — | Erstveröffentlichung: April 1983 Autoren: George Gordy, Marvin Gaye, William Stevenson Original: Marvin Gaye, 1962                        |                                                                                      |
| 1983 | Don’t Let It Go to Your Head Straight from the Heart | UK93 (2 Wo.)UK | — | — | Erstveröffentlichung: Oktober 1983 feat. Freddie Campbell und Monica Thoughton Autoren: Kenny Gamble, Leon Huff Original: Jean Carn, 1978 |                                                                                      |
| 1984 | Straight from the Heart                              | UK88 (2 Wo.)UK | — | — | Erstveröffentlichung: Januar 1984 Autoren: Alfonzo Smith, Terry Price, Larry James                                                        |                                                                                      |

| - 1978: Castle of Joy (VÖ: 17. Februar) - 1978: We Just Can’t Get It Together - 1980: Can’t Keep My Hands to Myself - 1980: Stand Up - 1980: Party After Midnight - 1982: Traffic Stopper | - 1982: Be My Lady - 1982: Act Like You Know (VÖ: April) - 1982: Golden Moment (VÖ: November) - 1986: Nice - 1986: Teach Me (There Is Something About Love) - 1986: Sunrise, Sunset |